# Playoffs NBB 2012
Os Playoffs NBB 2012 são parte do Novo Basquete Brasil de 2011-12, começaram no dia 13 de Abril de 2012 e definiram o campeão da temporada do NBB.
O São José chegou aos playoffs com o melhor record da temporada regular, com 82,14% de aproveitamento e 23 vitórias em 28 jogos, o melhor record da história da franquia. Também foi a primeira vez que a equipe de São José chegou tanto às semifinais quanto às finais, quando perdeu para o Lobos Brasília.
Essa temporada marcou a primeira participação das equipes do Tijuca e da Liga Sorocabana nos playoffs, sendo a primeira temporada de ambos na liga.

## Formato
Os 12 primeiros colocados da temporada regular do NBB 2011-12 são classificados aos playoffs, sendo que os 4 primeiros se classificam diretamente para a Fase Final e os outros 8 times se enfrentam na Fase Classificatória.

### Critérios de desempate
Os critérios de desempate para determinar a posição dos times são:
1. Confrontos diretos
2. Diferença de pontos nos confrontos diretos
3. Pontos totais nos confrontos diretos

## Chave
|  | Quartas-de-final | Quartas-de-final  | Quartas-de-final | Quartas-de-final | Quartas-de-final | Quartas-de-final | Quartas-de-final | Quartas-de-final |   |           | Semifinais     | Semifinais | Semifinais | Semifinais | Semifinais | Semifinais | Semifinais | Semifinais |  |  | Final | Final    | Final | Final | Final | Final | Final | Final |
|  |                  |                   |                  |                  |                  |                  |                  |                  |   |           |                |            |            |            |            |            |            |            |  |  |       |          |       |       |       |       |       |       |
|  | 1                | São José          | 92               | 96               | 94               | –                | –                | 3                |   |           |                |            |            |            |            |            |            |            |  |  |       |          |       |       |       |       |       |       |
|  | 10               | Franca            | 77               | 85               | 80               | –                | –                | 0                |   |           |                |            |            |            |            |            |            |            |  |  |       |          |       |       |       |       |       |       |
|  | 10               | Franca            | 77               | 85               | 80               | –                | –                | 0                |   | 1         | São José       | 68         | 107        | 100        | 80         | 106        | 3          |            |  |  |       |          |       |       |       |       |       |       |
|  |                  |                   |                  |                  |                  |                  |                  |                  |   | 1         | São José       | 68         | 107        | 100        | 80         | 106        | 3          |            |  |  |       |          |       |       |       |       |       |       |
|  |                  | 4                 | Flamengo         | 84               | 99               | 91               | 92               | 90               | 2 |           |                |            |            |            |            |            |            |            |  |  |       |          |       |       |       |       |       |       |
|  | 4                | 4                 | Flamengo         | 84               | 99               | 91               | 92               | 90               | 2 | Flamengo  | 110            | 70         | 60         | 78         | 77         | 3          |            |            |  |  |       |          |       |       |       |       |       |       |
|  | 4                |                   |                  |                  |                  |                  |                  |                  |   | Flamengo  | 110            | 70         | 60         | 78         | 77         | 3          |            |            |  |  |       |          |       |       |       |       |       |       |
|  | 5                | Unitri/Uberlândia | 108              | 63               | 77               | 87               | 62               | 2                |   |           |                |            |            |            |            |            |            |            |  |  |       |          |       |       |       |       |       |       |
|  |                  |                   |                  |                  |                  |                  |                  |                  |   |           |                |            |            |            |            |            |            |            |  |  | 1     | São José | 62    |       |       |       |       |       |
|  |                  |                   | 3                | Lobos Brasília   | 78               |                  |                  |                  |   |           |                |            |            |            |            |            |            |            |  |  |       |          |       |       |       |       |       |       |
|  | 3                | Lobos Brasília    | 80               | 90               | 99               | –                | –                | 3                |   |           |                |            |            |            |            |            |            |            |  |  |       |          |       |       |       |       |       |       |
|  | 6                | Bauru             | 76               | 78               | 91               | –                | –                | 0                |   |           |                |            |            |            |            |            |            |            |  |  |       |          |       |       |       |       |       |       |
|  | 6                | Bauru             | 76               | 78               | 91               | –                | –                | 0                |   | 3         | Lobos Brasília | 90         | 65         | 76         | 105        | 81         | 3          |            |  |  |       |          |       |       |       |       |       |       |
|  |                  |                   |                  |                  |                  |                  |                  |                  |   | 3         | Lobos Brasília | 90         | 65         | 76         | 105        | 81         | 3          |            |  |  |       |          |       |       |       |       |       |       |
|  |                  | 2                 | Pinheiros        | 77               | 81               | 74               | 109              | 68               | 2 |           |                |            |            |            |            |            |            |            |  |  |       |          |       |       |       |       |       |       |
|  | 2                | 2                 | Pinheiros        | 77               | 81               | 74               | 109              | 68               | 2 | Pinheiros | 80             | 68         | 80         | 77         | 73         | 3          |            |            |  |  |       |          |       |       |       |       |       |       |
|  | 2                |                   |                  |                  |                  |                  |                  |                  |   | Pinheiros | 80             | 68         | 80         | 77         | 73         | 3          |            |            |  |  |       |          |       |       |       |       |       |       |
|  | 8                | Joinville BA      | 96               | 74               | 69               | 71               | 63               | 2                |   |           |                |            |            |            |            |            |            |            |  |  |       |          |       |       |       |       |       |       |

Negrito Vencedor das séries

itálico Time com vantagem de mando de quadra

## Confrontos

### Fase Classificatória
| Time 1                                 | Séries | Time 2               | Jogo 1 | Jogo 2 | Jogo 3 | Jogo 4 | Jogo 5 |
| -------------------------------------- | ------ | -------------------- | ------ | ------ | ------ | ------ | ------ |
| (5) Predefinição:Basquetebol Ubelândia | 3–1    | Tijuca (12)          | 67-75  | 73–59  | 93–77  | 81-74  | –      |
| (6) Bauru                              | 3–0    | Liga Sorocabana (11) | 82-76  | 83–71  | 84-74  | -      | -      |
| (7) Paulistano                         | 0-3    | Franca (10)          | 89–91  | 68-75  | 69-77  | -      | –      |
| (8) Joinville BA                       | 3-2    | Limeira (9)          | 69–77  | 89–84  | 88–69  | 74–102 | 86–78  |

Negrito Vencedor das séries

itálico Time com vantagem de mando de quadra

#### Uberlândia (5) vs. (12) Tijuca
Jogo 1
| 14 de Abril, 2012 18:00 UTC-3 |                                                                        | Tijuca 75, Unitri/Uberlândia 67 | Tijuca 75, Unitri/Uberlândia 67                                    | Tijuca 75, Unitri/Uberlândia 67 |  | Ginásio Álvaro Vieira Lima, Rio de Janeiro, Rio de Janeiro | SporTV |
| 14 de Abril, 2012 18:00 UTC-3 | Placar por quarto: 16-24, 16-13, 19-16, 24-14                          |                                 |                                                                    |                                 |  | Ginásio Álvaro Vieira Lima, Rio de Janeiro, Rio de Janeiro | SporTV |
| 14 de Abril, 2012 18:00 UTC-3 | Pts: Manteguinha 15 Rbts: Marcellus, Casé 5 Asts: Marcellus da Silva 4 |                                 | Pts: Robby Collum 16 Rbts: Léo Waszkiewicz 10 Asts: Robby Collum 6 |                                 |  | Ginásio Álvaro Vieira Lima, Rio de Janeiro, Rio de Janeiro | SporTV |

Jogo 2
| 18 de Abril, 2012 20:00 UTC-3 |                                                                  | Unitri/Uberlândia 73, Tijuca 59 | Unitri/Uberlândia 73, Tijuca 59                                         | Unitri/Uberlândia 73, Tijuca 59 |  | Ginásio Homero Santos, Uberlândia, Minas Gerais | SporTV |
| 18 de Abril, 2012 20:00 UTC-3 | Placar por quarto: 18-10, 18-15, 12-21, 25-13                    |                                 |                                                                         |                                 |  | Ginásio Homero Santos, Uberlândia, Minas Gerais | SporTV |
| 18 de Abril, 2012 20:00 UTC-3 | Pts: Robert Day 26 Rbts: Cipolini, Léo 5 Asts: Valter da Silva 7 |                                 | Pts: Fernando Mineiro 14 Rbts: Conceição, Coloneze 5 Asts: Gegê Chaia 4 |                                 |  | Ginásio Homero Santos, Uberlândia, Minas Gerais | SporTV |

Jogo 3
| 20 de Abril, 2012 19:00 UTC-3 |                                                                 | Unitri/Uberlândia 93, Tijuca 77 | Unitri/Uberlândia 93, Tijuca 77                             | Unitri/Uberlândia 93, Tijuca 77 |  | Ginásio Homero Santos, Uberlândia, Minas Gerais | SporTV |
| 20 de Abril, 2012 19:00 UTC-3 | Placar por quarto: 34-22, 17-23, 24-15, 18-17                   |                                 |                                                             |                                 |  | Ginásio Homero Santos, Uberlândia, Minas Gerais | SporTV |
| 20 de Abril, 2012 19:00 UTC-3 | Pts: Robert Day 26 Rbts: Léo Waszkiewicz 11 Asts: Day, Collum 4 |                                 | Pts: Manteguinha 23 Rbts: Bahia, Diego 5 Asts: Gegê Chaia 2 |                                 |  | Ginásio Homero Santos, Uberlândia, Minas Gerais | SporTV |

Jogo 4
| 23 de Abril, 2012 19:00 UTC-3 |                                                                 | Tijuca 74, Unitri/Uberlândia 81 | Tijuca 74, Unitri/Uberlândia 81                                     | Tijuca 74, Unitri/Uberlândia 81 |  | Ginásio Álvaro Vieira Lima, Rio de Janeiro, Rio de Janeiro | SporTV |
| 23 de Abril, 2012 19:00 UTC-3 | Placar por quarto: 19-19, 18-21, 19-15, 18-26                   |                                 |                                                                     |                                 |  | Ginásio Álvaro Vieira Lima, Rio de Janeiro, Rio de Janeiro | SporTV |
| 23 de Abril, 2012 19:00 UTC-3 | Pts: Rodrigo Bahia 22 Rbts: Rodrigo Bahia 6 Asts: Manteguinha 4 |                                 | Pts: Robby Collum 25 Rbts: Lucas Cipolini 6 Asts: Valter da Silva 7 |                                 |  | Ginásio Álvaro Vieira Lima, Rio de Janeiro, Rio de Janeiro | SporTV |
| 23 de Abril, 2012 19:00 UTC-3 | Uberlândia vence as séries por 3–1                              |                                 |                                                                     |                                 |  | Ginásio Álvaro Vieira Lima, Rio de Janeiro, Rio de Janeiro | SporTV |

Séries na temporada regular
Uberlândia venceu 2-0 nos confrontos de temporada regular:
| 5 de Janeiro, 2012 | Relatório | Tijuca 69, Unitri/Uberlândia 103 | Tijuca 69, Unitri/Uberlândia 103 | Tijuca 69, Unitri/Uberlândia 103 |  | Ginásio Álvaro Vieira Lima, Rio de Janeiro, Rio de Janeiro |  |

| 15 de Março, 2012 | Relatório | Unitri/Uberlândia 88, Tijuca 66 | Unitri/Uberlândia 88, Tijuca 66 | Unitri/Uberlândia 88, Tijuca 66 |  | Ginásio Homero Santos, Uberlândia, Minas Gerais |  |

Último encontro nos Playoffs: Esse é o primeiro encontro entre Uberlândia e Tijuca.

#### Bauru (6) vs. (11) Liga Sorocabana
Jogo 1
| 14 de Abril, 2012 18:00 UTC-3 |                                                               | Liga Sorocabana 76, Bauru 82 | Liga Sorocabana 76, Bauru 82                              | Liga Sorocabana 76, Bauru 82 |  | Ginásio Gualberto Moreira, Sorocaba, São Paulo | SporTV |
| 14 de Abril, 2012 18:00 UTC-3 | Placar por quarto: 18-23, 19-16, 19-17, 20-26                 |                              |                                                           |                              |  | Ginásio Gualberto Moreira, Sorocaba, São Paulo | SporTV |
| 14 de Abril, 2012 18:00 UTC-3 | Pts: Kenny Dawkins 20 Rbts: Mineiro 10 Asts: Dawkins, César 2 |                              | Pts: Gaúcho 24 Rbts: Larry Taylor 9 Asts: Larry, Gaúcho 5 |                              |  | Ginásio Gualberto Moreira, Sorocaba, São Paulo | SporTV |

Jogo 2
| 18 de Abril, 2012 20:00 UTC-3 |                                                                  | Bauru 83, Liga Sorocabana 71 | Bauru 83, Liga Sorocabana 71                                            | Bauru 83, Liga Sorocabana 71 |  | Ginásio Panela de Pressão, Bauru, São Paulo | SporTV |
| 18 de Abril, 2012 20:00 UTC-3 | Placar por quarto: 27-26, 21-15, 13-21, 22-9                     |                              |                                                                         |                              |  | Ginásio Panela de Pressão, Bauru, São Paulo | SporTV |
| 18 de Abril, 2012 20:00 UTC-3 | Pts: Fernando Fischer 17 Rbts: Jeff Agba 10 Asts: Larry Taylor 7 |                              | Pts: Jeff Trepagnier 15 Rbts: Trepagnier, César 5 Asts: Kenny Dawkins 5 |                              |  | Ginásio Panela de Pressão, Bauru, São Paulo | SporTV |

Jogo 3
| 20 de Abril, 2012 21:00 UTC-3 |                                                          | Bauru 84, Liga Sorocabana 74 | Bauru 84, Liga Sorocabana 74                                | Bauru 84, Liga Sorocabana 74 |  | Ginásio Panela de Pressão, Bauru, São Paulo | SporTV |
| 20 de Abril, 2012 21:00 UTC-3 | Placar por quarto: 24-28, 16-19, 30-9, 14-18             |                              |                                                             |                              |  | Ginásio Panela de Pressão, Bauru, São Paulo | SporTV |
| 20 de Abril, 2012 21:00 UTC-3 | Pts: Jeff Agba 22 Rbts: Jeff Agba 9 Asts: Larry Taylor 5 |                              | Pts: Kenny Dawkins 24 Rbts: Mineiro 8 Asts: Kenny Dawkins 5 |                              |  | Ginásio Panela de Pressão, Bauru, São Paulo | SporTV |
| 20 de Abril, 2012 21:00 UTC-3 | Bauru vence as séries por 3–0                            |                              |                                                             |                              |  | Ginásio Panela de Pressão, Bauru, São Paulo | SporTV |

Séries na temporada regular
Empatado em 1-1 nos confrontos de temporada regular:
| 19 de Janeiro, 2012 | Relatório | Bauru 104, Liga Sorocabana 59 | Bauru 104, Liga Sorocabana 59 | Bauru 104, Liga Sorocabana 59 |  | Ginásio Panela de Pressão, Bauru, São Paulo |  |

| 6 de Abril, 2012 | Relatório | Liga Sorocabana 71, Bauru 64 | Liga Sorocabana 71, Bauru 64 | Liga Sorocabana 71, Bauru 64 |  | Ginásio Gualberto Moreira, Sorocaba, São Paulo |  |

Último encontro nos Playoffs: Esse é o primeiro encontro entre Bauru e Liga Sorocabana.

#### Paulistano (7) vs. (10) Franca
Jogo 1
| 14 de Abril, 2012 18:00 UTC-3 |                                                                | Franca 91, Paulistano 89 | Franca 91, Paulistano 89                                    | Franca 91, Paulistano 89 |  | Ginásio Pedrocão, Franca, São Paulo | SporTV |
| 14 de Abril, 2012 18:00 UTC-3 | Placar por quarto: 22-22, 23-17, 27-28, 19-22                  |                          |                                                             |                          |  | Ginásio Pedrocão, Franca, São Paulo | SporTV |
| 14 de Abril, 2012 18:00 UTC-3 | Pts: Kevin Sowell 23 Rbts: Eddie Basden 6 Asts: Kevin Sowell 8 |                          | Pts: Alex Oliveira 20 Rbts: Alex Oliveira 6 Asts: Elinho 10 |                          |  | Ginásio Pedrocão, Franca, São Paulo | SporTV |

Jogo 2
| 17 de Abril, 2012 21:00 UTC-3 |                                                              | Paulistano 68, Franca 75 | Paulistano 68, Franca 75                                         | Paulistano 68, Franca 75 |  | Ginásio Antônio Prado Junior, São Paulo, São Paulo | SporTV |
| 17 de Abril, 2012 21:00 UTC-3 | Placar por quarto: 12-18, 16-23, 17-19, 23-15                |                          |                                                                  |                          |  | Ginásio Antônio Prado Junior, São Paulo, São Paulo | SporTV |
| 17 de Abril, 2012 21:00 UTC-3 | Pts: Betinho Duarte 15 Rbts: Felipe Ribeiro 8 Asts: Elinho 6 |                          | Pts: William Drudi 18 Rbts: William Drudi 7 Asts: Kevin Sowell 5 |                          |  | Ginásio Antônio Prado Junior, São Paulo, São Paulo | SporTV |

Jogo 3
| 19 de Abril, 2012 20:00 UTC-3 |                                                              | Paulistano 69, Franca 77 | Paulistano 69, Franca 77                                          | Paulistano 69, Franca 77 |  | Ginásio Antônio Prado Junior, São Paulo, São Paulo | SporTV |
| 19 de Abril, 2012 20:00 UTC-3 | Placar por quarto: 12-18, 16-19, 27-20, 14-20                |                          |                                                                   |                          |  | Ginásio Antônio Prado Junior, São Paulo, São Paulo | SporTV |
| 19 de Abril, 2012 20:00 UTC-3 | Pts: Betinho Duarte 22 Rbts: Elinho 8 Asts: Betinho Duarte 3 |                          | Pts: William Drudi 21 Rbts: três jogadores 7 Asts: Eddie Basden 3 |                          |  | Ginásio Antônio Prado Junior, São Paulo, São Paulo | SporTV |
| 19 de Abril, 2012 20:00 UTC-3 | Franca vence as séries por 3–0                               |                          |                                                                   |                          |  | Ginásio Antônio Prado Junior, São Paulo, São Paulo | SporTV |

#### Joinville (8) vs. (9) Limeira
Jogo 1
| 13 de Abril, 2012 19:00 UTC-3 |                                                                | Limeira 77, Joinville BA 69 | Limeira 77, Joinville BA 69                           | Limeira 77, Joinville BA 69 |  | Ginásio Vô Lucato, Limeira, São Paulo | SporTV |
| 13 de Abril, 2012 19:00 UTC-3 | Placar por quarto: 13-15, 24-24, 17-20, 23-10                  |                             |                                                       |                             |  | Ginásio Vô Lucato, Limeira, São Paulo | SporTV |
| 13 de Abril, 2012 19:00 UTC-3 | Pts: Ramón, Benite 17 Rbts: Jonathan Luz 7 Asts: Ramón, Tatu 5 |                             | Pts: Kojo Mensah 30 Rbts: Tiagão 7 Asts: André Góes 3 |                             |  | Ginásio Vô Lucato, Limeira, São Paulo | SporTV |

Jogo 2
| 17 de Abril, 2012 20:00 UTC-3 |                                                                  | Joinville BA 89, Limeira 84 | Joinville BA 89, Limeira 84                                      | Joinville BA 89, Limeira 84 |  | Centreventos Cau Hansen, Joinville, Santa Catarina | SporTV |
| 17 de Abril, 2012 20:00 UTC-3 | Placar por quarto: 34-25, 21-21, 17-12, 17-26                    |                             |                                                                  |                             |  | Centreventos Cau Hansen, Joinville, Santa Catarina | SporTV |
| 17 de Abril, 2012 20:00 UTC-3 | Pts: Rashad Bishop 29 Rbts: Rashad Bishop 15 Asts: Kojo, Lemes 4 |                             | Pts: Vitor Benite 22 Rbts: Rogério Klafke 6 Asts: Vitor Benite 2 |                             |  | Centreventos Cau Hansen, Joinville, Santa Catarina | SporTV |

Jogo 3
| 19 de Abril, 2012 20:00 UTC-3 |                                                                   | Joinville BA 88, Limeira 69 | Joinville BA 88, Limeira 69                                         | Joinville BA 88, Limeira 69 |  | Centreventos Cau Hansen, Joinville, Santa Catarina | SporTV |
| 19 de Abril, 2012 20:00 UTC-3 | Placar por quarto: 28-23, 24-11, 19-20, 17-15                     |                             |                                                                     |                             |  | Centreventos Cau Hansen, Joinville, Santa Catarina | SporTV |
| 19 de Abril, 2012 20:00 UTC-3 | Pts: Tiagão, Parizotto 15 Rbts: Kojo Mensah 7 Asts: Kojo Mensah 3 |                             | Pts: Diego Pinheiro 15 Rbts: Steven Toyloy 5 Asts: Tatu, Pinheiro 2 |                             |  | Centreventos Cau Hansen, Joinville, Santa Catarina | SporTV |

Jogo 4
| 22 de Abril, 2012 12:00 UTC-3 |                                                                 | Limeira 102, Joinville BA 74 | Limeira 102, Joinville BA 74                            | Limeira 102, Joinville BA 74 |  | Ginásio Vô Lucato, Limeira, São Paulo | SporTV |
| 22 de Abril, 2012 12:00 UTC-3 | Placar por quarto: 29-12, 21-21, 25-21, 27-20                   |                              |                                                         |                              |  | Ginásio Vô Lucato, Limeira, São Paulo | SporTV |
| 22 de Abril, 2012 12:00 UTC-3 | Pts: Vitor Benite 29 Rbts: Steven Toyloy 8 Asts: Tatu, Benite 4 |                              | Pts: Kojo Mensah 22 Rbts: Tiagão 11 Asts: Kojo Mensah 7 |                              |  | Ginásio Vô Lucato, Limeira, São Paulo | SporTV |

Jogo 5
| 25 de Abril, 2012 20:00 UTC-3 |                                                           | Joinville BA 86, Limeira 78 | Joinville BA 86, Limeira 78                                       | Joinville BA 86, Limeira 78 |  | Centreventos Cau Hansen, Joinville, Santa Catarina | SporTV |
| 25 de Abril, 2012 20:00 UTC-3 | Placar por quarto: 21-18, 19-14, 25-21, 21-25             |                             |                                                                   |                             |  | Centreventos Cau Hansen, Joinville, Santa Catarina | SporTV |
| 25 de Abril, 2012 20:00 UTC-3 | Pts: Tiagão 17 Rbts: Tiagão, Bishop 7 Asts: Kojo Mensah 7 |                             | Pts: Ronald Ramón 23 Rbts: Rogério Klafke 13 Asts: Vitor Benite 2 |                             |  | Centreventos Cau Hansen, Joinville, Santa Catarina | SporTV |
| 25 de Abril, 2012 20:00 UTC-3 | Joinville vence as séries por 3–2                         |                             |                                                                   |                             |  | Centreventos Cau Hansen, Joinville, Santa Catarina | SporTV |

### Quartas-de-Final

#### São José (1) vs. (10) Franca
Jogo 1
| 27 de Abril, 2012 21:00 UTC-3 |                                                                    | Franca 77, São José 92 | Franca 77, São José 92                                             | Franca 77, São José 92 |  | Ginásio Pedrocão, Franca, São Paulo | SporTV |
| 27 de Abril, 2012 21:00 UTC-3 | Placar por quarto: 18-25, 16-29, 20-20, 23-18                      |                        |                                                                    |                        |  | Ginásio Pedrocão, Franca, São Paulo | SporTV |
| 27 de Abril, 2012 21:00 UTC-3 | Pts: Eddie Basden 14 Rbts: Fernando Penna 5 Asts: Fernando Penna 5 |                        | Pts: Murilo, Dedé 17 Rbts: Fúlvio, Dedé 7 Asts: Fúlvio de Assis 10 |                        |  | Ginásio Pedrocão, Franca, São Paulo | SporTV |

Jogo 2
| 1 de Maio, 2012 21:00 UTC-3 |                                                                     | São José 96, Franca 85 | São José 96, Franca 85                                            | São José 96, Franca 85 |  | Ginásio Lineu de Moura, São José dos Campos, São Paulo | SporTV |
| 1 de Maio, 2012 21:00 UTC-3 | Placar por quarto: 22-28, 26-19, 26-17, 22-21                       |                        |                                                                   |                        |  | Ginásio Lineu de Moura, São José dos Campos, São Paulo | SporTV |
| 1 de Maio, 2012 21:00 UTC-3 | Pts: Murilo Becker 28 Rbts: Murilo Becker 8 Asts: Fúlvio de Assis 9 |                        | Pts: Kevin Sowell 23 Rbts: Ricardo Probst 12 Asts: Kevin Sowell 5 |                        |  | Ginásio Lineu de Moura, São José dos Campos, São Paulo | SporTV |

Jogo 3
| 3 de Maio, 2012 20:00 UTC-3 |                                                                       | São José 94, Franca 80 | São José 94, Franca 80                                               | São José 94, Franca 80 |  | Ginásio Lineu de Moura, São José dos Campos, São Paulo | SporTV |
| 3 de Maio, 2012 20:00 UTC-3 | Placar por quarto: 22-17, 30-16, 17-20, 25-27                         |                        |                                                                      |                        |  | Ginásio Lineu de Moura, São José dos Campos, São Paulo | SporTV |
| 3 de Maio, 2012 20:00 UTC-3 | Pts: Murilo Becker 29 Rbts: Murilo Becker 11 Asts: Fúlvio de Assis 10 |                        | Pts: Márcio Dornelles 20 Rbts: Vuk Ivanovic 9 Asts: Fernando Penna 6 |                        |  | Ginásio Lineu de Moura, São José dos Campos, São Paulo | SporTV |
| 3 de Maio, 2012 20:00 UTC-3 | São José vence as séries por 3–0                                      |                        |                                                                      |                        |  | Ginásio Lineu de Moura, São José dos Campos, São Paulo | SporTV |

#### Pinheiros (2) vs. (8) Joinville
Jogo 1
| 27 de Abril, 2012 20:00 UTC-3 |                                                                       | Joinville BA 96, Pinheiros 80 | Joinville BA 96, Pinheiros 80                                   | Joinville BA 96, Pinheiros 80 |  | Centreventos Cau Hansen, Joinville, Santa Catarina | SporTV |
| 27 de Abril, 2012 20:00 UTC-3 | Placar por quarto: 29-13, 15-26, 22-15, 30-26                         |                               |                                                                 |                               |  | Centreventos Cau Hansen, Joinville, Santa Catarina | SporTV |
| 27 de Abril, 2012 20:00 UTC-3 | Pts: Kojo, Bishop 23 Rbts: Shilton dos Santos 10 Asts: Kojo Mensah 10 |                               | Pts: Marquinhos 21 Rbts: Lamas, Fiorotto 5 Asts: Renato Lamas 3 |                               |  | Centreventos Cau Hansen, Joinville, Santa Catarina | SporTV |

Jogo 2
| 1 de Maio, 2012 19:00 UTC-3 |                                                                        | Pinheiros 68, Joinville BA 74 | Pinheiros 68, Joinville BA 74                                      | Pinheiros 68, Joinville BA 74 |  | Ginásio Henrique Villaboim, São Paulo, São Paulo | SporTV |
| 1 de Maio, 2012 19:00 UTC-3 | Placar por quarto: 14-17, 20-21, 15-16, 19-20                          |                               |                                                                    |                               |  | Ginásio Henrique Villaboim, São Paulo, São Paulo | SporTV |
| 1 de Maio, 2012 19:00 UTC-3 | Pts: Marquinhos 15 Rbts: Rafael Mineiro 8 Asts: Figueroa, Marquinhos 4 |                               | Pts: Kojo Mensah 19 Rbts: Shilton dos Santos 8 Asts: Kojo Mensah 4 |                               |  | Ginásio Henrique Villaboim, São Paulo, São Paulo | SporTV |

Jogo 3
| 3 de Maio, 2012 20:00 UTC-3 |                                                            | Pinheiros 80, Joinville BA 69 | Pinheiros 80, Joinville BA 69                                            | Pinheiros 80, Joinville BA 69 |  | Ginásio Henrique Villaboim, São Paulo, São Paulo | SporTV |
| 3 de Maio, 2012 20:00 UTC-3 | Placar por quarto: 11-16, 19-15, 23-23, 27-15              |                               |                                                                          |                               |  | Ginásio Henrique Villaboim, São Paulo, São Paulo | SporTV |
| 3 de Maio, 2012 20:00 UTC-3 | Pts: Bruno Fiorotto 15 Rbts: Olivinha 9 Asts: Marquinhos 7 |                               | Pts: Audrei Parizotto 20 Rbts: Shilton dos Santos 10 Asts: Kojo Mensah 6 |                               |  | Ginásio Henrique Villaboim, São Paulo, São Paulo | SporTV |

Jogo 4
| 8 de Maio, 2012 19:00 UTC-3 |                                                                     | Joinville BA 71, Pinheiros 77 | Joinville BA 71, Pinheiros 77                                          | Joinville BA 71, Pinheiros 77 | OT | Centreventos Cau Hansen, Joinville, Santa Catarina | SporTV |
| 8 de Maio, 2012 19:00 UTC-3 | Placar por quarto: 13-14, 14-20, 17-14, 19-15, OT: 8-14             |                               |                                                                        |                               | OT | Centreventos Cau Hansen, Joinville, Santa Catarina | SporTV |
| 8 de Maio, 2012 19:00 UTC-3 | Pts: Kojo Mensah 18 Rbts: Shilton dos Santos 10 Asts: Kojo Mensah 7 |                               | Pts: Shamell Stallworth 27 Rbts: Olivinha 10 Asts: Paulinho Boracini 2 |                               | OT | Centreventos Cau Hansen, Joinville, Santa Catarina | SporTV |

Jogo 5
| 11 de Maio, 2012 20:00 UTC-3 |                                                                   | Pinheiros 73, Joinville BA 63 | Pinheiros 73, Joinville BA 63                                       | Pinheiros 73, Joinville BA 63 |  | Ginásio Henrique Villaboim, São Paulo, São Paulo | SporTV |
| 11 de Maio, 2012 20:00 UTC-3 | Placar por quarto: 17-12, 15-13, 20-19, 21-19                     |                               |                                                                     |                               |  | Ginásio Henrique Villaboim, São Paulo, São Paulo | SporTV |
| 11 de Maio, 2012 20:00 UTC-3 | Pts: Shamell Stallworth 17 Rbts: Marquinhos 10 Asts: Marquinhos 5 |                               | Pts: Shilton dos Santos 16 Rbts: Kojo Mensah 10 Asts: Kojo Mensah 5 |                               |  | Ginásio Henrique Villaboim, São Paulo, São Paulo | SporTV |
| 11 de Maio, 2012 20:00 UTC-3 | Pinheiros vence as séries por 3–2                                 |                               |                                                                     |                               |  | Ginásio Henrique Villaboim, São Paulo, São Paulo | SporTV |

#### Brasília (3) vs. (6) Bauru
Jogo 1
| 4 de Maio, 2012 21:00 UTC-3 |                                                                | Bauru 76, Lobos Brasília 80 | Bauru 76, Lobos Brasília 80                                      | Bauru 76, Lobos Brasília 80 |  | Ginásio Panela de Pressão, Bauru, São Paulo | SporTV |
| 4 de Maio, 2012 21:00 UTC-3 | Placar por quarto: 17-21, 18-19, 17-21, 24-19                  |                             |                                                                  |                             |  | Ginásio Panela de Pressão, Bauru, São Paulo | SporTV |
| 4 de Maio, 2012 21:00 UTC-3 | Pts: Larry Taylor 29 Rbts: Larry Taylor 6 Asts: Larry Taylor 5 |                             | Pts: Alex Garcia 20 Rbts: Lucas Tischer 9 Asts: três jogadores 3 |                             |  | Ginásio Panela de Pressão, Bauru, São Paulo | SporTV |

Jogo 2
| 7 de Maio, 2012 20:00 UTC-3 |                                                               | Lobos Brasília 90, Bauru 78 | Lobos Brasília 90, Bauru 78                                     | Lobos Brasília 90, Bauru 78 |  | Ginásio Nilson Nelson, Brasília, Distrito Federal | SporTV |
| 7 de Maio, 2012 20:00 UTC-3 | Placar por quarto: 22-25, 23-16, 28-22, 17-15                 |                             |                                                                 |                             |  | Ginásio Nilson Nelson, Brasília, Distrito Federal | SporTV |
| 7 de Maio, 2012 20:00 UTC-3 | Pts: Alex Garcia 24 Rbts: Alex Garcia 7 Asts: Alex, Nezinho 5 |                             | Pts: Larry Taylor 19 Rbts: Larry Taylor 11 Asts: Larry Taylor 4 |                             |  | Ginásio Nilson Nelson, Brasília, Distrito Federal | SporTV |

Jogo 3
| 8 de Maio, 2012 21:00 UTC-3 |                                                                                  | Lobos Brasília 99, Bauru 91 | Lobos Brasília 99, Bauru 91                                      | Lobos Brasília 99, Bauru 91 |  | Ginásio Nilson Nelson, Brasília, Distrito Federal | SporTV |
| 8 de Maio, 2012 21:00 UTC-3 | Placar por quarto: 16-23, 33-15, 29-30, 21-23                                    |                             |                                                                  |                             |  | Ginásio Nilson Nelson, Brasília, Distrito Federal | SporTV |
| 8 de Maio, 2012 21:00 UTC-3 | Pts: Alex, Giovannoni 19 Rbts: Giovannoni, Cipriano 7 Asts: Nezinho dos Santos 8 |                             | Pts: Fernando Fischer 23 Rbts: Jeff Agba 13 Asts: Larry Taylor 7 |                             |  | Ginásio Nilson Nelson, Brasília, Distrito Federal | SporTV |
| 8 de Maio, 2012 21:00 UTC-3 | Brasília vence as séries por 3–0                                                 |                             |                                                                  |                             |  | Ginásio Nilson Nelson, Brasília, Distrito Federal | SporTV |

#### Flamengo (4) vs. (5) Uberlândia
Jogo 1
| 28 de Abril, 2012 18:00 UTC-3 |                                                               | Unitri/Uberlândia 108, Flamengo 110 | Unitri/Uberlândia 108, Flamengo 110                                   | Unitri/Uberlândia 108, Flamengo 110 | OT | Ginásio Homero Santos, Uberlândia, Minas Gerais | SporTV |
| 28 de Abril, 2012 18:00 UTC-3 | Placar por quarto: 21-22, 15-23, 31-24, 23-21, OT: 20-26      |                                     |                                                                       |                                     | OT | Ginásio Homero Santos, Uberlândia, Minas Gerais | SporTV |
| 28 de Abril, 2012 18:00 UTC-3 | Pts: Robert Day 30 Rbts: Lucas Cipolini 11 Asts: Robert Day 5 |                                     | Pts: David Jackson 29 Rbts: Federico Kammerichs 12 Asts: Hélio Lima 6 |                                     | OT | Ginásio Homero Santos, Uberlândia, Minas Gerais | SporTV |

Jogo 2
| 1 de Maio, 2012 17:00 UTC-3 |                                                                       | Flamengo 70, Unitri/Uberlândia 63 | Flamengo 70, Unitri/Uberlândia 63                                  | Flamengo 70, Unitri/Uberlândia 63 |  | Ginásio Álvaro Vieira Lima, Rio de Janeiro, Rio de Janeiro | SporTV |
| 1 de Maio, 2012 17:00 UTC-3 | Placar por quarto: 16-18, 20-14, 20-13, 14-18                         |                                   |                                                                    |                                   |  | Ginásio Álvaro Vieira Lima, Rio de Janeiro, Rio de Janeiro | SporTV |
| 1 de Maio, 2012 17:00 UTC-3 | Pts: David Jackson 24 Rbts: Federico Kammerichs 11 Asts: Hélio Lima 5 |                                   | Pts: Valter da Silva 18 Rbts: Lucas Cipolini 9 Asts: Collum, Day 5 |                                   |  | Ginásio Álvaro Vieira Lima, Rio de Janeiro, Rio de Janeiro | SporTV |

Jogo 3
| 4 de Maio, 2012 19:00 UTC-3 |                                                                                | Flamengo 60, Unitri/Uberlândia 77 | Flamengo 60, Unitri/Uberlândia 77                                   | Flamengo 60, Unitri/Uberlândia 77 |  | Ginásio Álvaro Vieira Lima, Rio de Janeiro, Rio de Janeiro | SporTV |
| 4 de Maio, 2012 19:00 UTC-3 | Placar por quarto: 15-14, 14-16, 18-21, 13-26                                  |                                   |                                                                     |                                   |  | Ginásio Álvaro Vieira Lima, Rio de Janeiro, Rio de Janeiro | SporTV |
| 4 de Maio, 2012 19:00 UTC-3 | Pts: Marcelinho Machado 11 Rbts: David Jackson 5 Asts: Marcelinho, Teichmann 3 |                                   | Pts: Robby Collum 25 Rbts: Lucas Cipolini 8 Asts: Valter da Silva 4 |                                   |  | Ginásio Álvaro Vieira Lima, Rio de Janeiro, Rio de Janeiro | SporTV |

Jogo 4
| 8 de Maio, 2012 20:00 UTC-3 |                                                                     | Unitri/Uberlândia 87, Flamengo 78 | Unitri/Uberlândia 87, Flamengo 78                                 | Unitri/Uberlândia 87, Flamengo 78 |  | Ginásio Homero Santos, Uberlândia, Minas Gerais | SporTV |
| 8 de Maio, 2012 20:00 UTC-3 | Placar por quarto: 20-18, 23-28, 16-11, 28-21                       |                                   |                                                                   |                                   |  | Ginásio Homero Santos, Uberlândia, Minas Gerais | SporTV |
| 8 de Maio, 2012 20:00 UTC-3 | Pts: Lucas Cipolini 22 Rbts: Lucas Cipolini 10 Asts: Robby Collum 6 |                                   | Pts: Marcelinho Machado 19 Rbts: Caio Torres 8 Asts: Hélio Lima 5 |                                   |  | Ginásio Homero Santos, Uberlândia, Minas Gerais | SporTV |

Jogo 5
| 11 de Maio, 2012 19:00 UTC-3 |                                                            | Flamengo 77, Unitri/Uberlândia 62 | Flamengo 77, Unitri/Uberlândia 62                                 | Flamengo 77, Unitri/Uberlândia 62 |  | Ginásio Álvaro Vieira Lima, Rio de Janeiro, Rio de Janeiro | SporTV |
| 11 de Maio, 2012 19:00 UTC-3 | Placar por quarto: 18-19, 20-9, 29-21, 10-13               |                                   |                                                                   |                                   |  | Ginásio Álvaro Vieira Lima, Rio de Janeiro, Rio de Janeiro | SporTV |
| 11 de Maio, 2012 19:00 UTC-3 | Pts: Caio Torres 22 Rbts: Caio Torres 9 Asts: Hélio Lima 5 |                                   | Pts: Robert Day 17 Rbts: Lucas Cipolini 7 Asts: Valter da Silva 4 |                                   |  | Ginásio Álvaro Vieira Lima, Rio de Janeiro, Rio de Janeiro | SporTV |
| 11 de Maio, 2012 19:00 UTC-3 | Flamengo vence as séries por 3–2                           |                                   |                                                                   |                                   |  | Ginásio Álvaro Vieira Lima, Rio de Janeiro, Rio de Janeiro | SporTV |

### Semi-Finais

#### São José (1) vs. (4) Flamengo
Jogo 1
| 15 de Maio, 2012 21:00 UTC-3 |                                                                        | Flamengo 84, São José 68 | Flamengo 84, São José 68                                         | Flamengo 84, São José 68 |  | Ginásio Álvaro Vieira Lima, Rio de Janeiro, Rio de Janeiro | SporTV |
| 15 de Maio, 2012 21:00 UTC-3 | Placar por quarto: 27-18, 14-15, 26-18, 17-17                          |                          |                                                                  |                          |  | Ginásio Álvaro Vieira Lima, Rio de Janeiro, Rio de Janeiro | SporTV |
| 15 de Maio, 2012 21:00 UTC-3 | Pts: David Jackson 17 Rbts: David Jackson 9 Asts: Marcelinho Machado 4 |                          | Pts: Dedé Stefanelli 17 Rbts: Murilo Becker 8 Asts: Andre Laws 3 |                          |  | Ginásio Álvaro Vieira Lima, Rio de Janeiro, Rio de Janeiro | SporTV |

Jogo 2
| 18 de Maio, 2012 19:00 UTC-3 |                                                                        | São José 107, Flamengo 99 | São José 107, Flamengo 99                                                                          | São José 107, Flamengo 99 | OT | Ginásio Lineu de Moura, São José dos Campos, São Paulo | SporTV |
| 18 de Maio, 2012 19:00 UTC-3 | Placar por quarto: 24-24, 14-20, 22-24, 28-20, OT: 19-11               |                           | |                           | OT | Ginásio Lineu de Moura, São José dos Campos, São Paulo | SporTV |
| 18 de Maio, 2012 19:00 UTC-3 | Pts: Fúlvio de Assis 29 Rbts: Murilo Becker 13 Asts: Fúlvio de Assis 6 |                           | Pts: David Jackson, Marcelinho Machado 25 Rbts: Federico Kammerichs 11 Asts: Jackson, Kammerichs 6 |                           | OT | Ginásio Lineu de Moura, São José dos Campos, São Paulo | SporTV |

Jogo 3
| 20 de Maio, 2012 21:15 UTC-3 |                                                                      | São José 100, Flamengo 91 | São José 100, Flamengo 91                                                         | São José 100, Flamengo 91 |  | Ginásio Lineu de Moura, São José dos Campos, São Paulo | SporTV |
| 20 de Maio, 2012 21:15 UTC-3 | Placar por quarto: 26-23, 29-19, 27-23, 18-26                        |                           |                                                                                   |                           |  | Ginásio Lineu de Moura, São José dos Campos, São Paulo | SporTV |
| 20 de Maio, 2012 21:15 UTC-3 | Pts: Murilo Becker 24 Rbts: Murilo Becker 8 Asts: Fúlvio de Assis 13 |                           | Pts: Marcelinho Machado 27 Rbts: Federico Kammerichs 7 Asts: Marcelinho Machado 4 |                           |  | Ginásio Lineu de Moura, São José dos Campos, São Paulo | SporTV |

Jogo 4
| 25 de Maio, 2012 21:00 UTC-3 |                                                                                   | Flamengo 92, São José 80 | Flamengo 92, São José 80                                              | Flamengo 92, São José 80 |  | Ginásio Álvaro Vieira Lima, Rio de Janeiro, Rio de Janeiro | SporTV |
| 25 de Maio, 2012 21:00 UTC-3 | Placar por quarto: 24-20, 21-26, 25-16, 22-18                                     |                          |                                                                       |                          |  | Ginásio Álvaro Vieira Lima, Rio de Janeiro, Rio de Janeiro | SporTV |
| 25 de Maio, 2012 21:00 UTC-3 | Pts: Marcelinho Machado 19 Rbts: Federico Kammerichs 5 Asts: Marcelinho Machado 5 |                          | Pts: Dedé Stefanelli 17 Rbts: Murilo Becker 6 Asts: Fúlvio de Assis 5 |                          |  | Ginásio Álvaro Vieira Lima, Rio de Janeiro, Rio de Janeiro | SporTV |

Jogo 5
| 27 de Maio, 2012 18:00 UTC-3 |                                                                     | São José 106, Flamengo 90 | São José 106, Flamengo 90                                            | São José 106, Flamengo 90 |  | Ginásio Lineu de Moura, São José dos Campos, São Paulo | SporTV |
| 27 de Maio, 2012 18:00 UTC-3 | Placar por quarto: 25-23, 29-24, 24-13, 28-30                       |                           |                                                                      |                           |  | Ginásio Lineu de Moura, São José dos Campos, São Paulo | SporTV |
| 27 de Maio, 2012 18:00 UTC-3 | Pts: Murilo Becker 32 Rbts: Murilo Becker 7 Asts: Fúlvio de Assis 8 |                           | Pts: Marcelinho Machado 28 Rbts: Caio Torres 6 Asts: David Jackson 6 |                           |  | Ginásio Lineu de Moura, São José dos Campos, São Paulo | SporTV |
| 27 de Maio, 2012 18:00 UTC-3 | São José vence as séries por 3-2                                    |                           |                                                                      |                           |  | Ginásio Lineu de Moura, São José dos Campos, São Paulo | SporTV |

#### Pinheiros (2) vs. (3) Brasília
Jogo 1
| 18 de Maio, 2012 20:30 UTC-3 |                                                                                      | Lobos Brasília 90, Pinheiros 77 | Lobos Brasília 90, Pinheiros 77                               | Lobos Brasília 90, Pinheiros 77 |  | Ginásio Nilson Nelson, Brasília, Distrito Federal | SporTV |
| 18 de Maio, 2012 20:30 UTC-3 | Placar por quarto: 16-18, 26-20, 23-24, 26-15                                        |                                 |                                                               |                                 |  | Ginásio Nilson Nelson, Brasília, Distrito Federal | SporTV |
| 18 de Maio, 2012 20:30 UTC-3 | Pts: Nezinho dos Santos 22 Rbts: Guilherme Giovannoni 7 Asts: Guilherme Giovannoni 7 |                                 | Pts: Olivinha 21 Rbts: Olivinha 12 Asts: Shamell Stallworth 4 |                                 |  | Ginásio Nilson Nelson, Brasília, Distrito Federal | SporTV |

Jogo 2
| 20 de Maio, 2012 19:15 UTC-3 |                                                                             | Pinheiros 81, Lobos Brasília 65 | Pinheiros 81, Lobos Brasília 65                                             | Pinheiros 81, Lobos Brasília 65 |  | Ginásio Henrique Villaboim, São Paulo, São Paulo | SporTV |
| 20 de Maio, 2012 19:15 UTC-3 | Placar por quarto: 26-13, 15-17, 20-18, 20-17                               |                                 |                                                                             |                                 |  | Ginásio Henrique Villaboim, São Paulo, São Paulo | SporTV |
| 20 de Maio, 2012 19:15 UTC-3 | Pts: Juan Pablo Figueroa 20 Rbts: Marquinhos, Olivinha 7 Asts: Marquinhos 9 |                                 | Pts: Guilherme Giovannoni 20 Rbts: Ronald Reis 4 Asts: Nezinho dos Santos 4 |                                 |  | Ginásio Henrique Villaboim, São Paulo, São Paulo | SporTV |

Jogo 3
| 22 de Maio, 2012 21:00 UTC-3 |                                                                              | Pinheiros 74, Lobos Brasília 76 | Pinheiros 74, Lobos Brasília 76                                                        | Pinheiros 74, Lobos Brasília 76 |  | Ginásio Henrique Villaboim, São Paulo, São Paulo | SporTV |
| 22 de Maio, 2012 21:00 UTC-3 | Placar por quarto: 24-21, 12-19, 13-18, 25-18                                |                                 |                                                                                        |                                 |  | Ginásio Henrique Villaboim, São Paulo, São Paulo | SporTV |
| 22 de Maio, 2012 21:00 UTC-3 | Pts: Marquinhos 21 Rbts: Marquinhos, Olivinha 6 Asts: Figueroa, Marquinhos 4 |                                 | Pts: Guilherme Giovannoni 21 Rbts: Guilherme Giovannoni 8 Asts: Guilherme Giovannoni 4 |                                 |  | Ginásio Henrique Villaboim, São Paulo, São Paulo | SporTV |

Jogo 4
| 25 de Maio, 2012 18:45 UTC-3 |                                                                         | Lobos Brasília 105, Pinheiros 109 | Lobos Brasília 105, Pinheiros 109                       | Lobos Brasília 105, Pinheiros 109 | OT | Ginásio Nilson Nelson, Brasília, Distrito Federal | SporTV |
| 25 de Maio, 2012 18:45 UTC-3 | Placar por quarto: 11-22, 21-12, 20-24, 29-23, OT: 24-28                |                                   |                                                         |                                   | OT | Ginásio Nilson Nelson, Brasília, Distrito Federal | SporTV |
| 25 de Maio, 2012 18:45 UTC-3 | Pts: Alex Garcia 27 Rbts: Guilherme Giovannoni 12 Asts: Nezinho, Alex 4 |                                   | Pts: Marquinhos 26 Rbts: Olivinha 20 Asts: Marquinhos 7 |                                   | OT | Ginásio Nilson Nelson, Brasília, Distrito Federal | SporTV |

Jogo 5
| 27 de Maio, 2012 14:00 UTC-3 |                                                                        | Pinheiros 68, Lobos Brasília 81 | Pinheiros 68, Lobos Brasília 81                                               | Pinheiros 68, Lobos Brasília 81 |  | Ginásio Henrique Villaboim, São Paulo, São Paulo | SporTV |
| 27 de Maio, 2012 14:00 UTC-3 | Placar por quarto: 15-30, 21-10, 12-17, 20-24                          |                                 |                                                                               |                                 |  | Ginásio Henrique Villaboim, São Paulo, São Paulo | SporTV |
| 27 de Maio, 2012 14:00 UTC-3 | Pts: Paulinho Boracini 16 Rbts: Olivinha 7 Asts: Juan Pablo Figueroa 4 |                                 | Pts: Nezinho dos Santos 20 Rbts: Márcio Cipriano 7 Asts: Nezinho dos Santos 8 |                                 |  | Ginásio Henrique Villaboim, São Paulo, São Paulo | SporTV |
| 27 de Maio, 2012 14:00 UTC-3 | Brasília vence as séries por 3–2                                       |                                 |                                                                               |                                 |  | Ginásio Henrique Villaboim, São Paulo, São Paulo | SporTV |

## Final do NBB: São José (1) vs. (3) Brasília
| 2 de Junho, 2012 10:00 UTC-3 | Relatório | São José 62, Lobos Brasília 78                                       | São José 62, Lobos Brasília 78 | São José 62, Lobos Brasília 78                                               |  | Ginásio Municipal Professor Hugo Ramos, Mogi das Cruzes, São Paulo | SporTV |
| 2 de Junho, 2012 10:00 UTC-3 | Relatório | Placar por quarto: 10-18, 19-15, 10-20, 23-25                        |                                |                                                                              |  | Ginásio Municipal Professor Hugo Ramos, Mogi das Cruzes, São Paulo | SporTV |
| 2 de Junho, 2012 10:00 UTC-3 | Relatório | Pts: Murilo Becker 20 Rbts: Murilo Becker 14 Asts: Fúlvio de Assis 3 |                                | Pts: Guilherme Giovannoni 26 Rbts: Alex Garcia 11 Asts: Nezinho dos Santos 6 |  | Ginásio Municipal Professor Hugo Ramos, Mogi das Cruzes, São Paulo | SporTV |
| 2 de Junho, 2012 10:00 UTC-3 | Relatório | Brasília vence a Final do NBB                                        |                                |                                                                              |  | Ginásio Municipal Professor Hugo Ramos, Mogi das Cruzes, São Paulo | SporTV |

## Lideres nas estatísticas
| Categoria      | Maior                  | Maior                  | Maior      | Média           | Média             | Média | Média |
| Categoria      | Jogador                | Time                   | Total      | Jogador         | Time              | Avg.  | Jogos |
| -------------- | ---------------------- | ---------------------- | ---------- | --------------- | ----------------- | ----- | ----- |
| Pontos         | Murilo Becker          | São José               | 32         | Murilo Becker   | São José          | 22.3  | 9     |
| Rebotes        | Olivinha Rashad Bishop | Pinheiros Joinville BA | 20 (OT) 15 | Murilo Becker   | São José          | 9.1   | 9     |
| Assistências   | Fúlvio de Assis        | São José               | 13         | Fúlvio de Assis | São José          | 7.3   | 9     |
| Roubos de bola |                        |                        |            | Kojo Mensah     | Joinville BA      | 2.4   | 10    |
| Tocos          |                        |                        |            | Léo Waszkiewicz | Unitri/Uberlândia | 1.3   | 9     |